# 히로이시 신호장
히로이시 신호장(일본어: 広石信号場)은 일본 오카야마현 니미시에 위치한 서일본 여객철도 하쿠비 선의 신호장이다.

## 구조
호코쿠역 보다 이쿠라역 방향으로 약 3.4km에 있는 2개 선로의 신호장이다. 
 본선 · 부본선과도 양방향에 장내 · 출발신호기를 붙인 교착 구조로 되어 있다.

## 역사
- 1973년 9월 28일 : 개업.

## 인접 역
| 서일본 여객철도 하쿠비 선 | 서일본 여객철도 하쿠비 선 | 서일본 여객철도 하쿠비 선   |
| ------------------------- | ------------------------- | --------------------------- |
| 호코쿠 오카야마 방면      | ■ 하쿠비 선               | 이쿠라 니미·호키다이센 방면 |